# Louis E. Brus
Louis Eugene Brus (* 10. srpna 1943, Cleveland) je americký profesor chemie na Kolumbijské univerzitě. Je spoluobjevitelem koloidních polovodičových nanokrystalů známých jako kvantové tečky. V roce 2023 mu byla udělena Nobelova cena za chemii.

## Mládí a vzdělání
Louis Eugene Brus se narodil v roce 1943 v Clevelandu v Ohiu ve Spojených státech amerických. O chemii a fyziku se začal zajímat na střední škole v Roeland Park v Kansasu.
V roce 1961 nastoupil na Riceovu univerzitu se stipendiem Sboru výcviku námořních záložních důstojníků (NROTC). Podmínkou pro jeho získání byla účast na aktivitách NROTC na moři. Promoval v roce 1965 a přesunul se na Kolumbijskou univerzitu, kde získal doktorát. Pro svou disertační práci pracoval na fotodisociaci par jodidu sodného pod vedením Richarda Bersohna.
Po získání doktorátu v roce 1969 se vrátil k námořnictvu jako poručík a působil jako vědecký pracovník ve spolupráci s Lin Ming-čchangem v Námořní výzkumné laboratoři Spojených států amerických ve Washingtonu, D.C.
Na doporučení Bersohna natrvalo opustil námořnictvo a v roce 1973 začal pracovat v Bellových laboratořích, kde objevil kvantové tečky. V roce 1996 Bellovy laboratoře opustil a nastoupil na katedru chemie na Kolumbijské univerzitě.

## Vyznamenání a ocenění
V roce 1998 byl zvolen členem Americké akademie umění a věd, v roce 2004 členem Národní akademie věd Spojených států amerických a je členem Norské akademie věd a literatury.
V roce 2010 získal cenu Distinguished Alumni Award od Association of Rice University Alumni. V roce 2006 získal spolu s Alexandrem Efrosem a Alexejem Jekimovem cenu R. W. Wooda od Optické společnosti Ameriky „za objev nanokrystalických kvantových teček a průkopnické studie jejich elektronických a optických vlastností“. V roce 2008 také spolu se Sumiem Ídžimou obdržel Kavliho cenu za nanovědu „za jejich velký vliv na rozvoj oblasti nanovědy nulových a jednorozměrných nanostruktur ve fyzice, chemii a biologii“. V roce 2010 získal cenu NAS v chemických vědách. V roce 2012 obdržel Bowerovu cenu Franklinova institutu za úspěch ve vědě a byl vybrán jako laureát Clarivate Citation v chemii „za objev koloidních polovodičových nanokrystalů (kvantových teček)“.
V roce 2023 byla Brusovi společně s Jekimovem a Moungim Bawendim udělena Nobelova cena za chemii „za objev a syntézu kvantových teček“. Bawendi s Brusem pracoval jako postdoktorand, když oba působili v Bellových laboratořích.